# Echinopsis famatimensis
Echinopsis famatimensis (Speg.) Werderm., es una especie de planta fanerógama de la familia de las  cactáceas. 

## Distribución
Es endémica de La Rioja en Argentina. Es una especie inusual en las colecciones.

## Descripción
Echinopsis famatamensis crece generalmente solitaria y constituye sólo ocasionalmente conjuntos almohadillados. El tallo es esférico para cilíndrico con cortos brotes que alcanzan alturas de 3 a 7 centímetros y un diámetro de 2,5 a 6 centímetros. El  vértice está fuertemente deprimido. Tiene 24 a 30 costillas presentes, que se disuelven en las cúspides. En ellas se encuentran las areolas de color marrón que son alargadas sin espinas centrales. El siete a nueve espinas radiales son de color blanquecino a amarillento y tienen una base más oscura, curvándose para tumbarse en la superficie del disco, y tienen una longitud de hasta 0,3 centímetros. Las flores son cortas en forma de embudo, de color amarillo a naranja y miden 3 a 3,5 cm de largo.

## Taxonomía
Echinopsis famatimensis fue descrita por (Speg.) Werderm. y publicado en Gartenflora 80: 301. 1931.
Etimología
Ver: Echinopsis
famatimensis epíteto geográfico que alude a su localización en la  Sierra de Famatina.
Sinonimia
- Echinocactus famatimensis
- Lobivia famatimensis
- Rebutia famatimensis
- Lobivia pectinifera
- Echinopsis densispina
- Reicheocactus pseudoreicheanus[3]